# John P. O'Neill
John Patrick O'Neill (Atlantic City, 6 de febrero de 1952 - Nueva York, 11 de septiembre de 2001) fue un experto estadounidense en contraterrorismo que trabajó como agente especial del FBI hasta 2001. En 1995, O'Neill comenzó a investigar las ramificaciones del atentado terrorista de 1993 contra el World Trade Center, consiguiendo finalmente capturar a Ramzi Yousef, el principal ideador del atentado.
Posteriormente comenzó a trabajar en casos relacionados con Al Qaeda y Osama bin Laden, llegando a investigar su relación con los atentados de 1996 en Al Kobhar (Arabia Saudí) y en el 2000 contra el USS Cole. Por fricciones personales que tuvo en su etapa del FBI con el gobierno federal, O'Neill abandonó el cuerpo en 2001. Ese año se convirtió en jefe de seguridad del World Trade Center, donde murió a los 49 años como víctima de los atentados del 11 de septiembre. O'Neill se encontraba en la Torre Sur, la primera en derrumbarse.

## Primeros años
Natural de Nueva Jersey, O'Neill nació en el seno de una familia con ascendencia irlandesa. Desde joven tuvo el deseo de convertirse en agente especial del FBI. Tras graduarse en la Holy Spirit High School, asistió a la Universidad Americana, en Washington D. C., en 1971. Mientras estuvo allí, O'Neill también comenzó a trabajar en la sede del FBI en la capital federal, primero como empleado de huellas dactilares y luego como guía turístico. Se graduó en la Universidad con un título en Administración de Justicia en 1974 y posteriormente obtuvo un postgrado en Medicina forense por la Universidad George Washington.

## Carrera

### 1976-1995
O'Neill fue contratado como agente en el FBI en 1976. Durante los siguientes 15 años, trabajó en temas como el delito de guante blanco, crimen organizado y contrainteligencia extranjera mientras trabajaba en la oficina de Washington. En 1991, O'Neill fue promocionado y trasladado a las oficinas que el FBI tienen en Chicago, donde se convirtió en agente especial asistente. Mientras estuvo allí, estableció un grupo de trabajo de fugitivos en un esfuerzo por promover la cooperación interinstitucional y mejorar los vínculos entre el FBI y la policía local. En 1994, O'Neill también se convirtió en supervisor de VAPCON, un grupo de trabajo que investigaba atentados con bombas a clínicas de aborto.

### 1996-1999
Al regresar a la sede de Washington D. C. en 1995, se convirtió en jefe de la sección de lucha contra el terrorismo. En su primer día, recibió una llamada de su amigo Richard Clarke, quien acababa de enterarse de que el terrorista Ramzi Yousef, ideador del atentado contra las Torres Gemelas en 1993, se encontraba escondido en Pakistán. O'Neill trabajó continuamente durante los días siguientes para recopilar información y coordinar la captura y posterior extradición de Yousef. Intrigado por el caso, O'Neill continuó estudiando el bombardeo de 1993 que Yousef había ideado y otra información sobre los militantes islámicos. Participó directamente en la investigación del bombardeo de las Torres Khobar en Arabia Saudí en junio de 1996, que tuvo lugar durante un retiro que O'Neill había organizado en Quantico para los agentes antiterroristas del FBI y la CIA.
En 1996 y 1997, O'Neill continuó advirtiendo sobre las crecientes amenazas de terrorismo, diciendo que los gobiernos no apoyaban a los grupos modernos y que había células terroristas operando dentro de los Estados Unidos. Afirmó que los veteranos de la insurgencia rebelde en Afganistán, en tiempos de la invasión por la Unión Soviética, se habían convertido en una amenaza importante. En enero de 1997, se mudó a Nueva York para ser agente especial a cargo de la división de Seguridad Nacional del FBI, la "oficina de campo más grande y prestigiosa" del cuerpo.
Para 1998, O'Neill se había concentrado en Osama bin Laden y había creado un organismo de información sobre Al Qaeda en su división. En agosto de ese año, dos embajadas de Estados Unidos fueron atacadas casi seguidamente en Nairobi (Kenia) y Dar es Salaam (Tanzania). O'Neill esperaba participar en las investigaciones al cargo ya que había adquirido un notable conocimiento sobre la red terrorista de Bin Laden. O'Neill persuadió a Freeh, director del FBI, para que dejara que su oficina se encargara del caso. De aquella actuación, la posterior fiscal de los Estados Unidos Mary Jo White diría que John O'Neill había creado "la plantilla de investigaciones terroristas más importantes en aquel momento".
Cuando su amigo Chris Isham, productor de ABC News, organizó una entrevista entre Bin Laden y el corresponsal John Miller, Isham y Miller utilizaron la información recopilada por O'Neill para formular las preguntas. Después de que se emitiera la entrevista, O'Neill presionó a Isham para que lanzara una versión sin editar para que pudiera ser diseccionada con cuidado.
El ascenso de O'Neill a través de las filas en la agencia comenzó a disminuir a medida que su estilo personal irritaba a otros, y cometió algunos errores al perder un móvil de trabajo, pedir prestado un seguro para su domicilio y perder la pista de un maletín que contenía información confidencial. Todo ello en poco tiempo. En 1999, O'Neill envió a un asociado cercano llamado Mark Rossini a trabajar sobre Bin Laden en la oficina central de la CIA en Virginia. Tuvo un conflicto con el jefe de sección Michael F. Scheuer; O'Neill quería que Rossini se quedara en la oficina y le proporcionara información sobre lo que estaba haciendo la CIA, mientras que Blee quería que hiciera trabajo de campo y se centrara en los nuevos casos. Más tarde, la oficina que investigaba a Bin Laden se enteró de que dos terroristas pertenecientes a Al Qaeda, Nawaf al-Hazmi y Khalid al-Mihdhar, se dirigían a Estados Unidos con visas. Antes de aterrizar en suelo estadounidense, la CIA estaba al corriente de los pasos de Mihdhar, quien fue fotografiado en Malasia. No obstante, la CIA no informó al FBI cuando ambos terroristas ingresaron en los Estados Unidos, y Mihdhar no fue colocado en ninguna lista de vigilancia hasta agosto de 2001.

### 2000
Después de pasar por varias promociones, como la de director asistente a cargo de la seguridad nacional en 1999 y jefe de la oficina del FBI en Nueva York a principios de 2000, a O'Neill le complació ser asignado como comandante de la investigación del FBI sobre el atentado suicida contra el USS Cole, ocurrido en octubre de 2000 en aguas de Yemen. Sin embargo, al llegar al país árabe, se quejó de una seguridad inadecuada. Mientras su equipo investigaba el atentado, O'Neill entró en conflicto con Barbara Bodine, la embajadora de Estados Unidos en Yemen. Los dos tenían puntos de vista muy divergentes sobre cómo manejar las búsquedas de bienes yemeníes y las entrevistas con ciudadanos y funcionarios gubernamentales, y solo se fueron distanciando a medida que avanzaba el tiempo.
Después de dos meses en Yemen, O'Neill regresó a Nueva York. Esperaba regresar a la península arábiga para continuar la investigación, pero se le impidió hacerlo al recibirse presiones en su contra por parte de Bodine y otros funcionarios. La disputa llegó a la prensa estadounidense. Tras diversas amenazas contra los investigadores restantes del FBI, el director de la agencia, Louis Freeh, retiró el equipo por recomendación del propio O'Neill en junio de 2001.

### Retiro

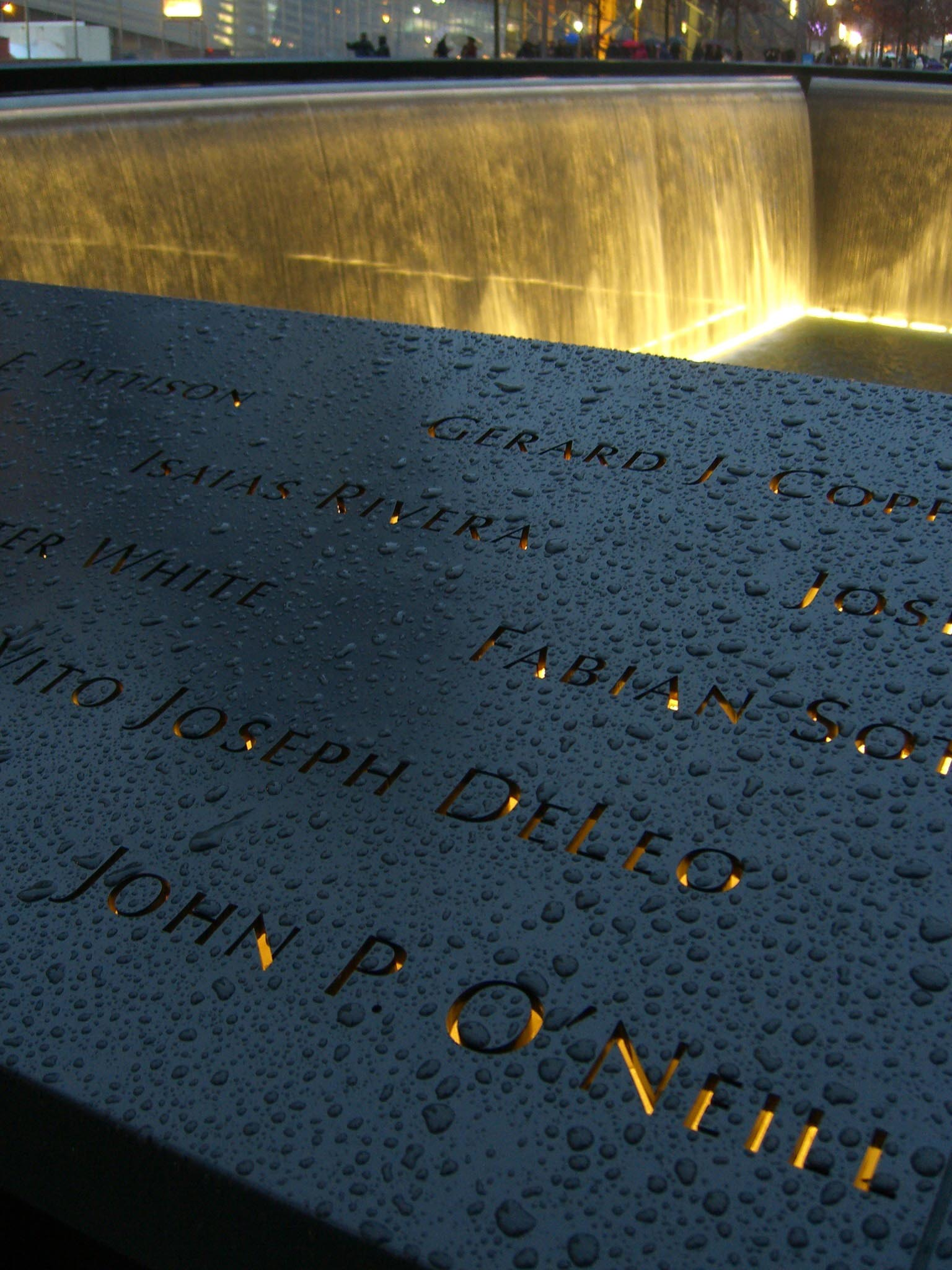
El nombre de O'Neill's grabado en el mural del National September 11 Memorial & Museum.

A principios de 2001, Richard A. Clarke, el coordinador nacional de Seguridad, Protección de Infraestructura y Contraterrorismo, quiso retirarse del servicio e insistió, en vista de su sucesión, en posicionar a O'Neill como el favorito para reemplazarlo. El propio O'Neill se mostró reacio. Cuando O'Neill se enteró de las filtraciones que se hicieron al diario New York Times sobre el incidente de mayo de 2000 en el que le habían robado el maletín, decidió retirarse a favor de un trabajo mejor remunerado en el sector privado, llegando a ser designado como jefe de seguridad del World Trade Center.
Un informe del New York Times, publicado el 19 de agosto de 2001 por James Risen y David Johnston, sugería que O'Neill había sido objeto de una "investigación interna" en el FBI. El informe sugería que O'Neill era responsable de perder un maletín con "información altamente clasificada" que contenía, entre otras cosas, "una descripción de cada programa de contraespionaje y antiterrorismo en Nueva York". El maletín fue recuperado poco después de su desaparición. Se informó de que la investigación del FBI concluyó que el maletín había sido arrebatado por ladrones involucrados en una serie de robos a hoteles, y que ninguno de los documentos había sido eliminado o tocado.
Varias personas acudieron en defensa de O'Neill, sugiriendo que fue objeto de una "campaña de desprestigio". Uno de los asociados de O'Neill afirmó más tarde que la fuente que había informado al periódico era el funcionario del FBI Thomas J. Pickard.
O'Neill comenzó su nuevo trabajo en el World Trade Center el 23 de agosto de 2001.

## Muerte

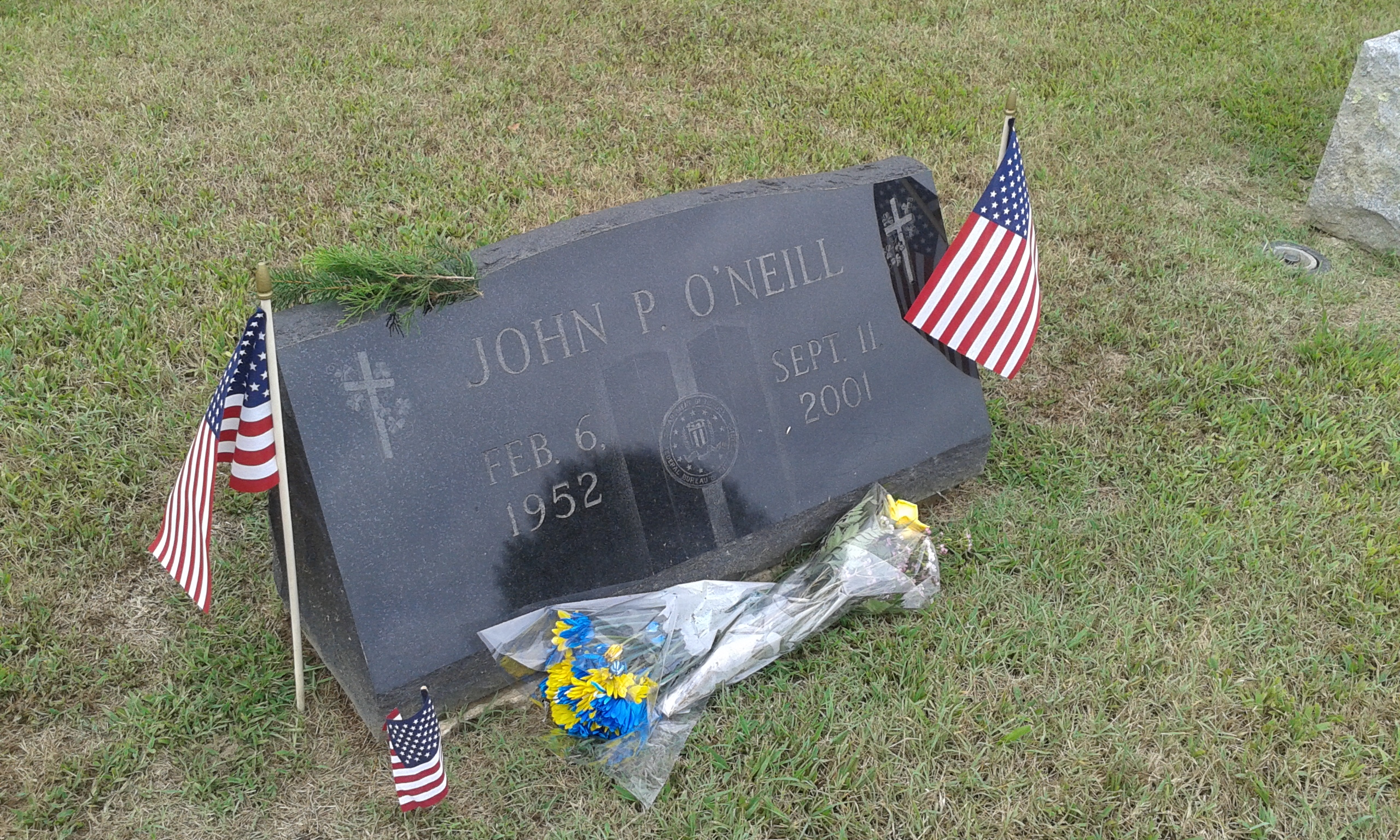
Tumba de O'Neill en el cementerio Holy Cross de Mays Landing.

John P. O'Neill murió víctima del atentado terrorista del 11 de septiembre de 2001 contra las Torres Gemelas. Según testigos presenciales, O'Neill estaba coordinando los esfuerzos de evacuación en uno de los pisos superiores sin tener en cuenta la amenaza a su propia vida; fue visto por última vez en el piso 49 poco antes de que la Torre Sur se derrumbara. Sus restos fueron recuperados del sitio del World Trade Center el viernes 21 de septiembre de 2001. 
En el Monumento Conmemorativo del National September 11 Memorial & Museum, O'Neill se recuerda en el recinto norte, panel N-63.
Fue enterrado en el cementerio de Holy Cross en Mays Landing (Nueva Jersey).

## Aparición en medios
La figura de O'Neill como agente de la inteligencia estadounidense y de antiterrorismo fue utilizada en algunos libros y en la televisión.
En cuanto a los libros, aparece referido en:
- The Man Who Warned America (2003) de Murray Weiss
- The Looming Tower (2006) de Lawrence Wright
- The Black Banners (2011) de Ali Soufan

En la polémica serie The Path to 9/11 (2006) fue interpretado por Harvey Keitel.
En la adaptación para televisión de The Looming Tower, fue interpretado por Jeff Daniels.